# 国鉄ケ170形蒸気機関車
ケ170形は、かつて日本国有鉄道およびその前身である鉄道省等に在籍した、特殊狭軌線用タンク式蒸気機関車である。

## 概要
鉄道省が1923年（大正12年）に信濃川発電所建設工事（信濃川電気事務所）用として、深川造船所で16両（ケ170 - ケ185）を製造した機関車である。車軸配置0-6-0(C)、サイドタンク式の公称10トンといわれるタイプで、運転台やサイドタンクの組み立てに皿鋲を用いて、フラッシュ仕上げとしたのも先行する形式と同様である。
本形式の受注に当っては、深川造船所がライバルの雨宮製作所との対抗上、かなりのダンピングを行った形跡がある。
落成は、ケ170 - ケ183の14両が1923年の3月から4月であるが、ケ184およびケ185の2両は同年12月の落成、使用開始の通達もさらに1年を経過した1924年（大正13年）12月で、神戸改良事務所の配置であった。また、製造番号もこの2グループに別れ、その間に改良事務所向けのケ210形が挟まっている。これは、同年9月1日に発生した関東大震災の影響であるともいわれるが、最初から後期の2両は改良事務所向けであったとする説もある。最初の14両は、予定どおり信濃川電気事務所に配属されたものの、震災の影響で信濃川発電所の建設事業が一時中止されたことから、そのまま使用せずに放置しておくわけにも行かず、ケ172, ケ176, ケ177, ケ179, ケ181の5両が信濃川から転出し、番号順に岐阜、新橋、下関、盛岡、下関の各改良事務所配置となった。
廃車は、酷使された転出組の方が早く、1945年（昭和20年）ごろから放置状態のものもあったようである。しかし、廃車の事務処理は1953年（昭和28年）度までずれ込んでいる。このとき廃車されたのは、ケ172, ケ176, ケ179, ケ181, ケ184, ケ185の6両で、1954年（昭和29年）度にはさらに1両（ケ177）が廃車となっている。残りは、信濃川電気事務所を終始離れることなく、1957年（昭和32年）8月に除籍された。
施設局における車蒸番号は、番号順に、28, 27, 29 - 40, 45, 48であった。

## 主要諸元
- 全長：4,877mm
- 全高：3,048mm
- 最大幅：1,829mm
- 軌間：762mm
- 車軸配置：0-6-0(C)
- 動輪直径：600mm
- 弁装置：ワルシャート式
- シリンダー（直径×行程）：216mm×305mm
- ボイラー圧力：12.0kg/cm2
- 火格子面積：0.42m2
- 全伝熱面積：16.0m2
- 機関車運転整備重量：10.2t
- 機関車動輪上重量（運転整備時）：10.2t
- 機関車動輪軸重（各軸均等）：3.6t
- 水タンク容量：1.15m3
- 燃料積載量：0.32t
- 機関車性能
  - シリンダ引張力：2,420kg
- ブレーキ方式：手ブレーキ